# Hornkieselschwämme
Die Hornkieselschwämme (Demospongiae, deutsch: Volksschwämme) ist die mit Abstand artenreichste Klasse im Stamm der Schwämme (Porifera). Die Encyclopedia of Life verzeichnet 7.491 Arten in 481 Gattungen (Stand: September 2023). Das Taxon der Demospongiae, zu dem auch die Süßwasserschwämme zählen, beinhaltet 80 bis 90 Prozent aller rezenten Schwammspezies.

## Verbreitung
Vertreter der Hornkieselschwämme sind in allen Meeren der Welt anzutreffen, die Anzahl an Spezies, sowie die Gesamtzahl der Schwämme ist in wärmeren Regionen nachweislich deutlich höher.

## Merkmale
Hornkieselschwämme haben sich an unterschiedliche Lebensräume, bis hin zur Tiefsee angepasst und sind sehr vielfältig in ihren Farben und Formen. Alle Schwämme dieser Klasse besitzen distinkte Zellen und bilden daher mit den Kalkschwämmen Calcarea das Taxon der Cellularia.
Das Skelett enthält das Protein Spongin und Spicula (Skelettnadeln), die aus Siliziumdioxid bestehen. Diese Art der Skelettnadeln werden auch als Kieselspicula bezeichnet. Bekannt sind auch einige Arten, deren Skelette entweder nur aus Spongin oder nur aus Spicula bestehen. Durch das Spongin werden die Spicula zusammengehalten. Wenn keine Spicula vorhanden sind, wird das Skelett durch stark verflochtenes Spongin gebildet. Die Hornkieselschwämme sind die einzige Gruppe der Schwämme, welche Spongin bilden.

## Lebensweise
Alle Hornkieselschwämme leben aquatisch und als blinde, sessile Tiere. Unterschiedliche Demospongiaearten treten in verschiedenen Meerestiefen auf, wo sie sich als omnivore Filtrierer ernähren. Die  Fortpflanzung kann sowohl sexuell als auch asexuell erfolgen.
Über die sogenannte Schwammschleife sind Hornkieselschwämme dazu in der Lage die im Wasser gelösten Stoffwechselprodukte von Korallen zu verwerten. Anschließend stoßen sie die Überreste des organischen Materials in einer gröberen Form wieder aus, so dass es Schlangensternen, Meeresschnecken und Krebstieren als Nahrung dient.

## Erforschung
In den letzten Jahrzehnten wurden bei zahlreichen acquatischen Lebewesen Substanzen entdeckt, die sich möglicherweise biotechnologisch oder medizinisch nutzen lassen. Innerhalb der Schwämme wurden hier insbesondere die Hornkieselschwämme im Hinblick auf diese Potenziale erforscht. Zu den möglichen pharmazeutischen Anwendungsgebieten zählen Mikroorganismen, die entweder als Virostatikum, Antioxidans, Antimykotikum oder im Bereich der antimikrobiellen Wirkstoffe genutzt werden könnten. Aus den bioaktiven Bestandteile könnte man, nach Ansicht der Forscher, möglicherweise auch Arzneimittel gegen Plasmodien oder zur Behandlung von Krebs generieren.

## Nutzung durch den Menschen
Einige Arten wie z. B. der „Pferdeschwamm“, Hippospongia equina oder Spongia officinalis, der auch als Gewöhnlicher Badeschwamm bezeichnet wird, aus der Unterklasse Ceractinomorpha und Ordnung Dictyoceratida werden als Badeschwämme oder Menstruationsschwämme vermarktet und genutzt. Heute wird jedoch der größte Teil dieser Schwämme (ebenso wie Verhütungsschwämme) synthetisch hergestellt.

## Systematik

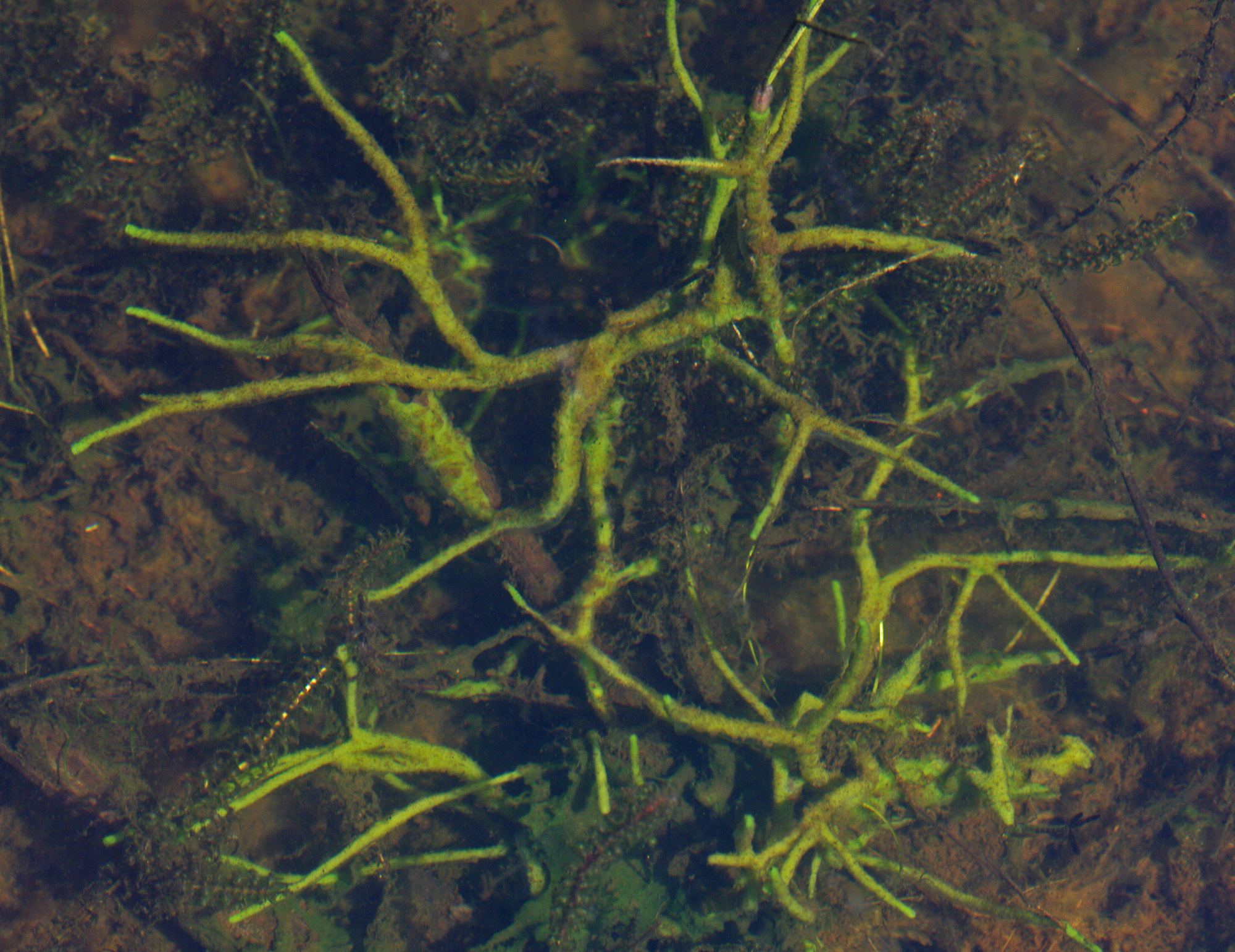
Im Süßwasser kommen nur vereinzelte Schwammarten vor (hier wahrscheinlich Spongilla lacustris; Haplosclerida)

Die Klasse der Hornkieselschwämme wird aktuell (Stand September 2023) in drei Unterklassen und folgenden Ordnungen gegliedert, von denen eine erst 2012 neu geschaffen wurde. Dabei zeigt sich eine große Dynamik bei Zuordnung und Namensgebung, wenn man diese Taxonomie mit der Klassifikation von vor 20 Jahren vergleicht.:

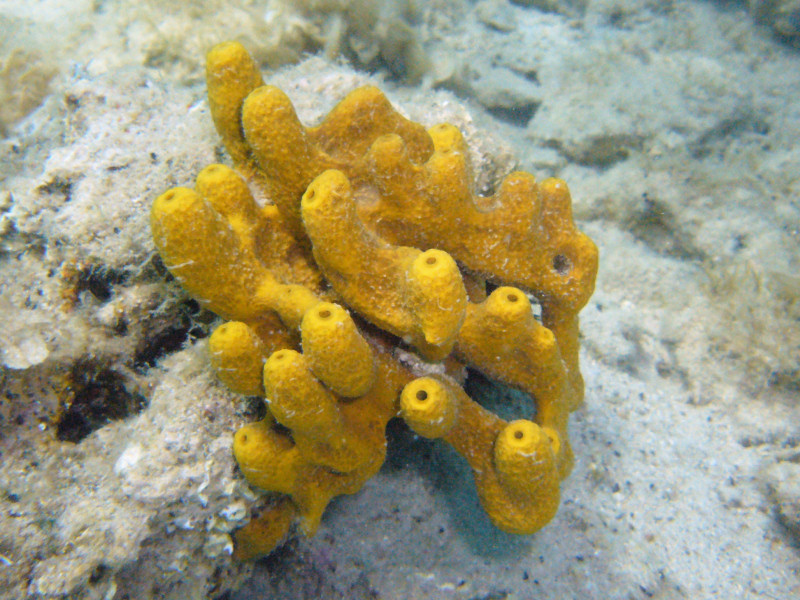
Aplysina aerophoba aus der Familie der Suberitidae

- Unterklasse Heteroscleromorpha (Cárdenas, Pérez & Boury-Esnault, 2012)  mit 32 Ordnungen[8]
  - Astrophorina (Sollas, 1887)
  - Haplosclerida Topsent, 1928
    - Xestospongia testudinaria (Großer Vasenschwamm) (Lamarck, 1815)

  - Homosclerophorida (Dendy, 1905)
  - Clionaida (Morrow & Cárdenas, 2015) 
    - Spheciospongia vesparium (Lamarck, 1815)

  - Poecilosclerida Topsent, 1928[9]
  - Spongillida (Manconi & Pronzato, 2002) 
    - Lubomirskia baicalensis (Pallas, 1776)

  - Suberitida (Chombard & Boury-Esnault, 1999) 
    - Einsiedlerschwamm (Suberites domuncula) (Olivi, 1792)

  - Tethyida (Morrow & Cárdenas, 2015) 
    - Tethya aurantium (Pallas, 1766)

- Unterklasse Keratosa Grant, 1861  mit 2 Ordnungen[10]
  - Dendroceratida (Minchin, 1900) 
  - Dictyoceratida (Minchin, 1900)

- Unterklasse Verongiida Bergquist, 1978[11]
  - Chondrosiidae (Schulze, 1877)
  - Chondrillida (Redmond, Morrow, Thacker, Diaz, Boury-Esnault, Cardenas, Hajdu, Lobo-Hajdu, Picton, Pomponi, Kayal & Collins, 2013)
  - Verongiida (Bergquist, 1978)

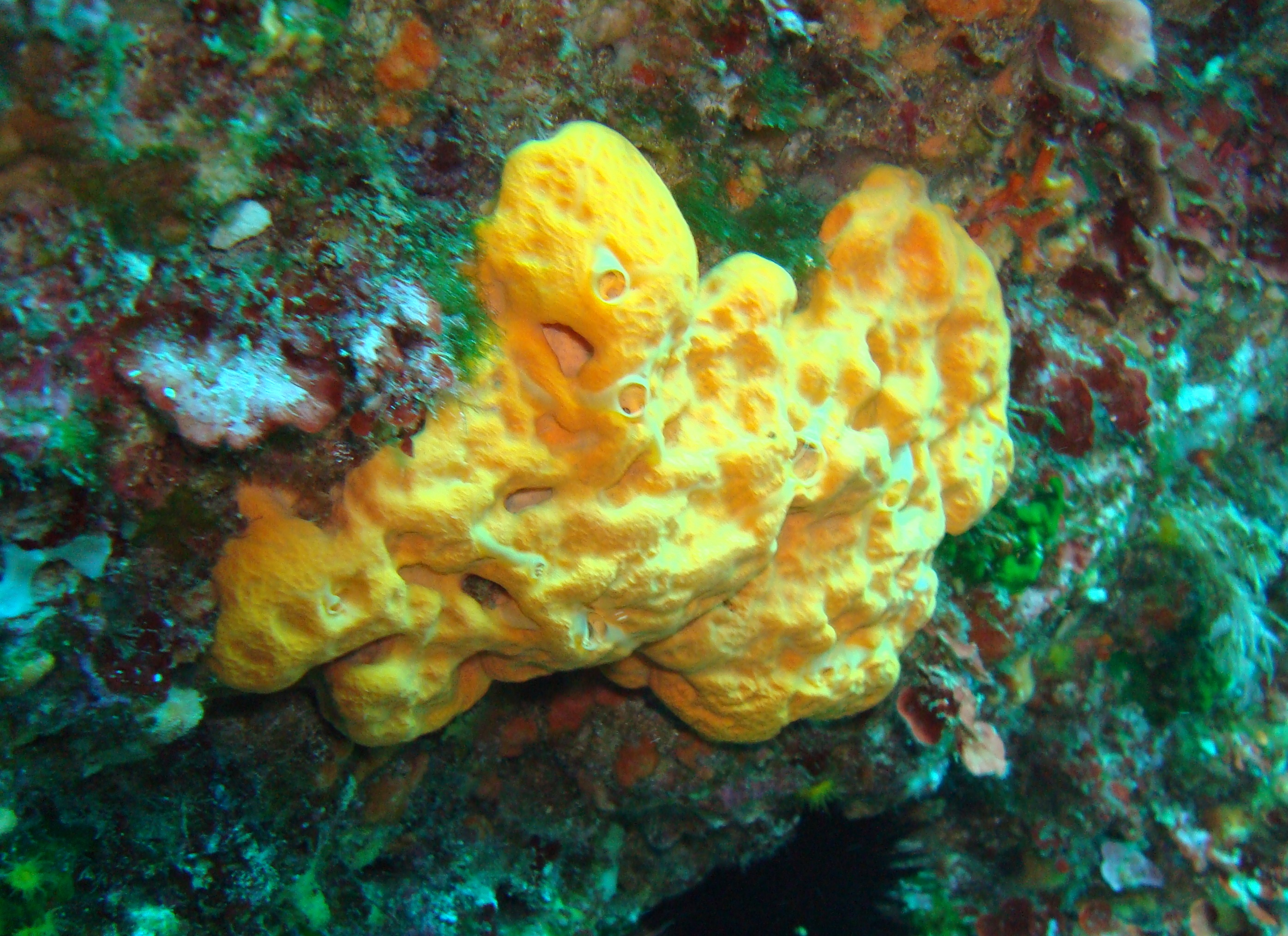
Agelas oroides (Agelasida)
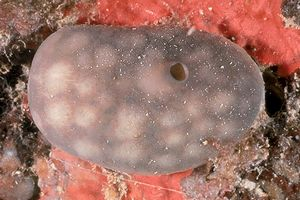
Chondrosia reniformis (Chondrosida)
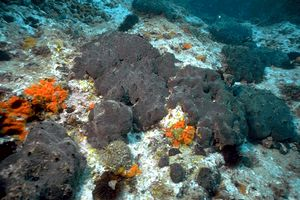
Spongia officinalis (Dictyoceratida)
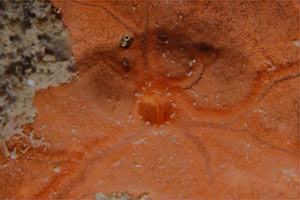
Spirastrella cunctatrix (Hadromerida)
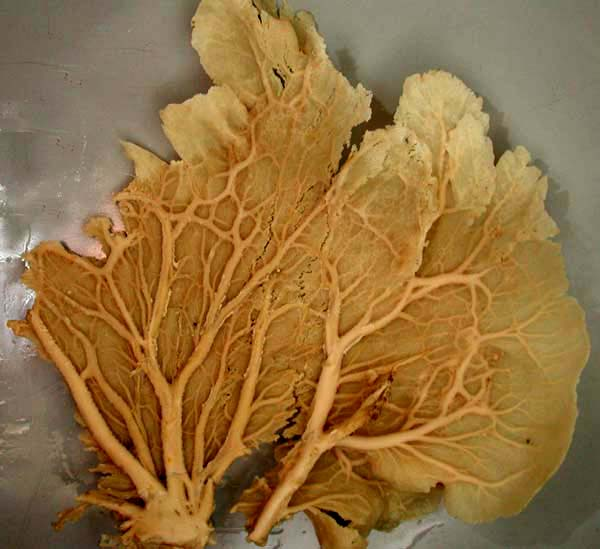
Phakellia sp. (Halichondrida)
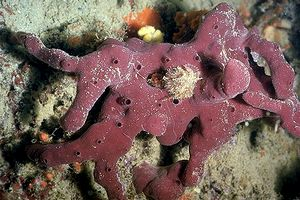
Petrosia ficiformis (Haplosclerida)
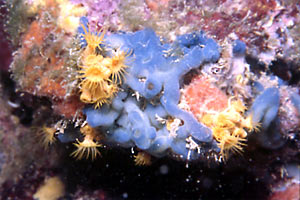
Oscarella lobularis (Homosclerophorida)
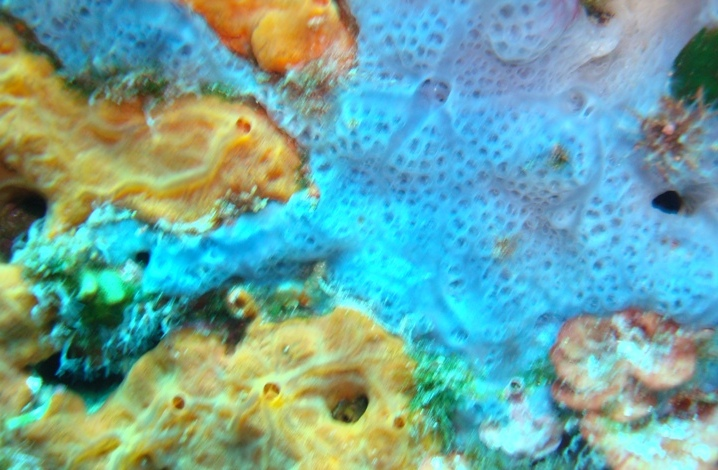
Phorbas tenacior (Poecilosclerida)